# 小行星78392
小行星78392（78392 Dellinger）是一颗绕太阳运转的小行星，为主小行星带小行星。该小行星于2002年8月9日发现。
該小行星以美國地球物理學家和業餘天文學家約瑟夫·A·戴林格（Joseph A. Dellinger）命名。

## 轨道参数
小行星78392的轨道半长轴为2.6897409 UA，离心率为0.041。